# Revolutionary Association of the Women of Afghanistan

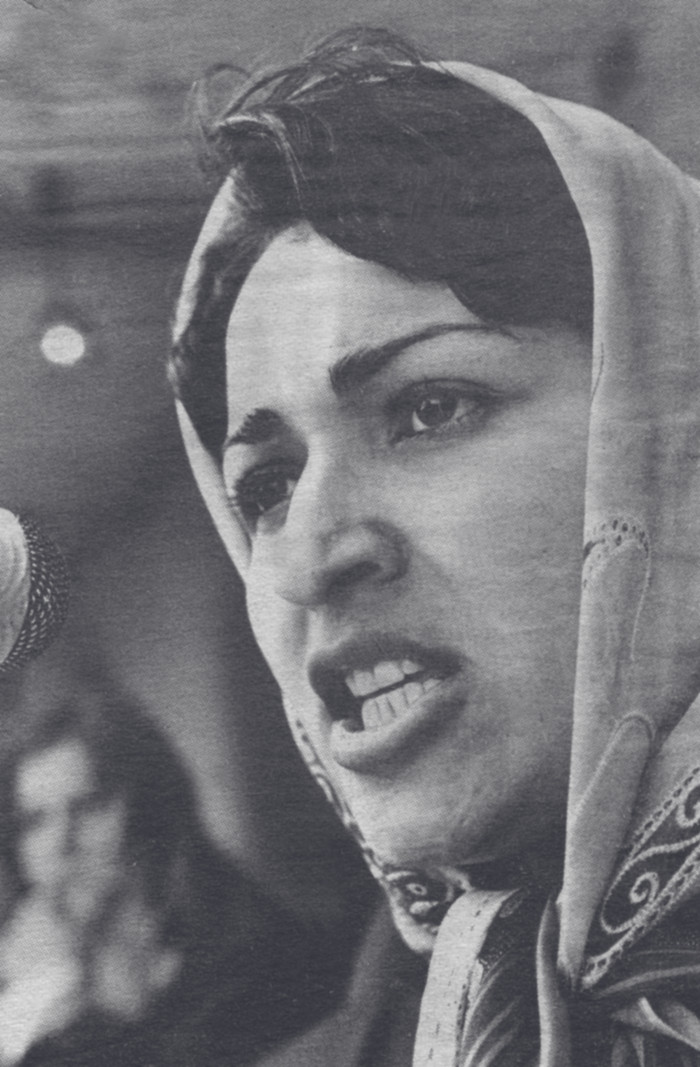
Meena Keshwar Kamal, RAWA:s grundare.

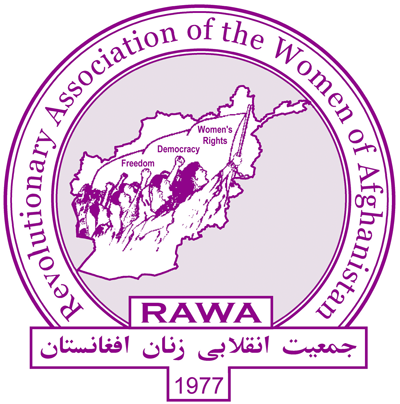
RAWA.

Revolutionary Association of the Women of Afghanistan (RAWA) är en afghansk organisation för kvinnors rättigheter, grundad 1977.
RAWA grundades i Kabul i Afghanistan år 1977 av studentaktivisten Meena Keshwar Kamal, som mördades i Quetta i Pakistan i februari 1987 för hennes politiska aktivism. Organisationen var ursprungligen baserad i Kabul men flyttade sin bas till Quetta i Pakistan på 1980-talet. 
RAWA verkar för kvinnors mänskliga rättigheter genom deras inkludering i politiska och sociala aktiviteter inom ett demokratiskt och sekulärt samhällssystem. Det är också an pacifistisk organisation som förespråkar icke våldsamma metoder. RAWA har sedan sitt grundande motsatt sig och hållit sig utanför samtliga politiska system som rått i Afghanistan sedan 1977. Syftet är bland annat att inte skada sitt syfte genom att associeras med någon bestämd politisk ideologi eller utländsk ockupationsmakt, oavsett dessa inställning till kvinnors rättigheter. 